# Oliver Beer
Oliver Beer (* 14. September 1979 in Regensburg) ist ein ehemaliger deutscher Fußballspieler und heutiger -trainer. Er spielte dreimal für die deutsche U21-Nationalmannschaft.
Von 2017 bis 2021 war Beer im Trainerteam des TSV 1860 München angestellt.

## Karriere

### Vereine
In Regensburg geboren und aufgewachsen, spielte Beer zunächst in den Jugendabteilungen des SC Regensburg und des SSV Jahn Regensburg, bevor er in die Jugendabteilung des TSV 1860 München wechselte und dort bis 1991 blieb. Danach wechselte er in die Jugendabteilung des Lokalrivalen FC Bayern München, blieb dort bis 1998, ehe er bereits ein Jahr zuvor in die zweite Mannschaft aufrückte und für diese bis 2001 67 Punktspiele in der drittklassigen Regionalliga Süd bestritt.
Zur Saison 2001/02 wurde er vom Zweitligaaufsteiger 1. FC Schweinfurt 05 verpflichtet, für den er sein Debüt im bezahlten Fußball am 16. September 2001 (6. Spieltag) beim torlosen Unentschieden im Heimspiel gegen die SpVgg Greuther Fürth gab. Es folgten zwölf weitere Punktspiele, doch nach nur einer Spielzeit kehrte er mit der Mannschaft in die Regionalliga Süd zurück. Nach zwei Spielzeiten, in denen er jeweils 29 Punktspiele bestritt, absolvierte er in der Saison 2004/05 – für den in der viertklassigen Bayernliga spielenden FC Ingolstadt 04 – neun Punktspiele.
Zur Rückrunde der Saison 2004/05 wechselte er zum Regionalligisten Preußen Münster und absolvierte für diesen bis zum Ende der Saison 2005/06 45 Punktspiele in der Regionalliga Nord. Da der Verein als Tabellenfünfzehnter die Klasse nicht halten konnte, wechselte er zur Folgesaison zum VfL Osnabrück und trug mit 27 Punktspielen zum zweiten Tabellenplatz und somit zum Aufstieg in die 2. Bundesliga bei. Nach nur zwei Punktspielen – am 28. September (8. Spieltag) und 7. Oktober (9. Spieltag) – und nach einem längeren Verletzungsausfall erhielt er ab der Saison 2008/09 keine Vertragsverlängerung, worauf hin er seine aktive Fußballerkarriere beendete.
Oliver Beer bestritt 15 Zweitliga-, 197 Drittliga- (zwei Tore), neun Viertligaspiele (ein Tor) und ein DFB-Pokalspiel.

### Nationalmannschaft
Beer bestritt 1999 drei Länderspiele für die U-21-Nationalmannschaft, mit der er am 21., 25. und 29. September die Länderspiele gegen die Auswahlen Kuwaits, Bahrains und Thailands mit 3:1, 5:0 und 4:1 erfolgreich gestaltete.

## Trainerkarriere
Nach seiner aktiven Karriere erwarb Beer die Trainer-A-Lizenz und assistierte ab 2009 Josef Albersinger in der zweiten Mannschaft des FC Ingolstadt, Dieter Märkle in der Reserve des FC Augsburg sowie Michael Wiesinger bei der SV Elversberg.
Seit 2017 ist er Teil des Trainerteams beim TSV 1860 München. Bis zum 14. Spieltag der Drittligasaison 2019/20 war er der Co-Trainer von Daniel Bierofka, den er nach dessen Rücktritt für eine Partie an der Linie vertrat. Zum 16. Spieltag wird er Assistent des neuen Cheftrainers Michael Köllner.